# Эркешево
Эрке́шево — село в Балезинском районе Удмуртии России. Административный центр Эркешевского сельского поселения.

## Население
| 1961 | 2007 | 2010 | 2012 | 2014 |
| ---- | ---- | ---- | ---- | ---- |
| 36   | ↗315 | ↘271 | ↘260 | ↗307 |

## Улицы
| - пер. Восточный, - пер. Западный, - пер. Механизаторов, | - ул. Молодёжная, - ул. Центральная. |

## Инфраструктура
В селе функционируют средняя школа, фельдшерско-акушерский пункт, клуб, библиотека.